# Torre del Mas Francàs
La torre del Mas Francàs és un edifici del municipi del Vendrell, al Baix Penedès, declarat bé cultural d'interès nacional.

## Descripció
És un baluard i torre de defensa quadrada amb matacà, vora la platja.
És una casa construïda en diverses èpoques. Té dos patis d'entrada, ambdós presenten una porta amb llinda. El terra del segon pati es correspon a una gran cisterna. La construcció és feta de maçoneria. El nucli central és una torre, la qual presenta una portalada d'arc dovellat, una finestra amb base, una estructura per tirar l'oli a l'enemic i quatre merlets.

## Història
Les primeres referències que consten de l'edifici són del segle xii. La masia fou residència del Rei Martí l'Humà. El nucli central és una torre de defensa del segle xv, a partir de la qual s'originà la masia. El 1702 s'edificà l'ala esquerra i a finals del segle xix es construïren els coberts pel bestiar. Fins a l'any 1982, la masia va ser propietat de la família Maciá de Vilafranca del Penedès, qui la vengué a un empresari suís que mitjançant l'ajut de l'arquitecte Vinyols, va iniciar la tasca de restauració, conservant en tot, el caire de l'edificació.
L'edifici ha estat reconvertit en hotel.